# Tekucs
Tekucs régi magyar nevén: Tekücs (Tecuci) város Galați megyében, Moldvában, Romániában.

## Fekvése
A település a Bârlad folyó és a Tecucel folyó mentén fekszik. Galați-tól északnyugati irányban, 80 km-re található. Gyümölcsösökkel és szőlővel borított dombvidék veszi körül.

## Története
A település első írásos említése egy 1435. szeptember 1-jén kelt levélben történt, melyet I. Ulászló Jagelló-házi lengyel királynak címeztek.
A város sorsának alakulásában fontos szerepet játszott földrajzi helyzete. Különféle irányból érkező kereskedelmi utak csomópontja
volt itt, a hely azonban elsősorban a lengyel és a török kereskedőknek lett kedvelt pihenőhelye.

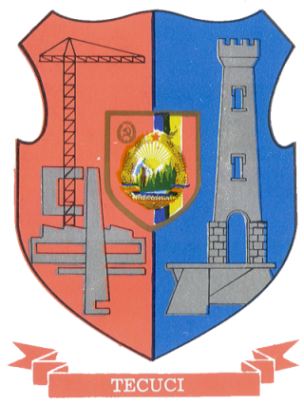
A város címere a kommunizmus idején

Tekucs (Tecuci) a 20. század közepétől erőteljesebb fejlődésnek indult. Jelentős élelmiszeripari, fémfeldolgozó és gépgyártó üzemei vannak, és a városban működik a környék legnagyobb építőanyaggyára, és itt van Dél-Moldva szőlő- és gyümölcstermelő központja is.
Tekucs vasúti csomópont is, a Galați-ból jövő szárnyvonal itt csatlakozik a Bukarest–Iași fővonalhoz, továbbá kapcsolatban van a Marașeștin keresztül Suceavába vezető vasúti fővonallal is.
A város Tekucs megye központja volt egészen a kommunizmus kezdetéig, amikor is az új közigazgatási rendszer alapján ezt megszüntették.
Tekucsban és környékén még a 20. század vége felé is körülbelül 200 csángó család élt.

## Nevezetességek
- Történelmi és Természettudományi Múzeum (Muzeul de istorie și științele naturii) – A múzeumot 1935-ben alapították. Több mint ötezer kiállítási tárgya főként a környék történelmi emlékeit mutatja be. A múzeum természettudományi részlege pedig a környék növény- és állatvilágát ismerteti. Néprajzi gyüjteménye a város és vidékének népi múltjából ad ízelítőt.

## Helyi újságok
- Ziarul Semnal
- Oferta Tecuceana
- Ziarul Telegraf Expres
- Ziarul Observator T

## Hírességek
- Calistrat Hogaș (1847–1917) író
- Nicolae Petrașcu (1859–1944) diplomata, publicista, irodalomtörténész
- Gheorghe Petrașcu (1872–1949) festő, akadémikus
- Ion Petrovici (1882–1972) filozófus, író, politikus, professzor a iași egyetemen, akadémikus, oktatásügyi miniszter volt,
- Alexandru Lascarov-Moldovanu (1885–1971) újságíró, író, publicista
- Iorgu Iordan (1888–1986) nyelvész, akadémikus
- Mihail Manoilescu (1891–1950) publicista, közgazdász, politikus, külügyminiszter volt.
- Victor Atanasie Stănculescu (1928–2016) katonatiszt, politikus
- Cristina Carp (1997–) labdarúgó